# بی‌بی (آلبوم)
بی‌بی (انگلیسی: Bebe) سومین آلبوم استودیویی خواننده و ترانه‌پرداز آمریکایی بی‌بی رکسا است. این آلبوم در ۲۸ آوریل ۲۰۲۳ توسط وارنر رکوردز منتشر شد. بی‌بی رکسا این آلبوم را با همکاری تهیه‌کنندگانی همچون جاسیفر، جو جانیاگ و ایدو زیمشلنی ساخته است. این آلبوم الهام گرفته از دهه‌های ۱۹۷۰ و ۱۹۸۰ و ترکیبی از موسیقی دنس، دیسکو، یورودنس، فانک، پاپ و راک است. این آلبوم بر موضوعات توانمندسازی، خویشتن‌اندیشی و رشد شخصی تمرکز دارد.

## جدول‌های موسیقی
| جدول (۲۰۲۳)                                   | بالاترین جایگاه |
| --------------------------------------------- | --------------- |
| آلبوم‌های کانادایی (بیلبورد)                   | ۳۶              |
| آلبوم‌های فرانسوی (اس‌ان‌ئی‌پی)                   | ۹۴              |
| آلبوم‌های دیجیتال ژاپنی (اوریکون)              | ۲۷              |
| آلبوم‌های داغ ژاپنی (بیلبورد ژاپن)             | ۹۷              |
| آلبوم‌های دیجیتال بریتانیا (شرکت جدول‌های رسمی) | ۲۳              |
| بیلبورد ۲۰۰ ایالات متحده                      | ۱۳۲             |

## گواهی‌نامه‌ها
| منطقه                                   | گواهی | واحد گواهی‌شده/فروش |
| --------------------------------------- | ----- | ------------------ |
| کانادا (میوزیک کانادا)                  | Gold  | ۴۰٬۰۰۰             |
| رقم فروش+پخش جاری تنها بر پایهٔ گواهی‌ها. |       |                    |

## تاریخچه انتشار
| منطقه | تاریخ         | فرمت(ها)                         | ناشر  | منابع |
| ----- | ------------- | -------------------------------- | ----- | ----- |
| مختلف | ۲۸ آوریل ۲۰۲۳ | سی‌دی دانلود دیجیتال استریم وینیل | وارنر |       |